# David Ellis (scrittore)
David Ellis (...) è uno scrittore e avvocato statunitense.

## Biografia
Scrittore di romanzi thriller e polizieschi, David Ellis è cresciuto a Downers Grove, Illinois, sobborgo di Chicago. Ha lavorato sia nel settore pubblico sia in quello privato fin dal conseguimento del titolo di avvocato presso la Northwestern Law School nel 1993.
Attualmente vive a Springfield, con sua moglie Susan e sua figlia Abigail; esercita a Chicago, dove è partner di uno studio legale e consulente della Camera dei deputati dell'Illinois.
Amante della corsa, ha già disputato alcune maratone.
Il suo primo libro, L'uomo nascosto (Line of Vision), ha vinto l'Edgar Award, uno dei più prestigiosi premi del settore, nel 2002 per la categoria "Migliore primo romanzo di un autore statunitense". Le sue opere sono state tradotte in italiano, giapponese, tedesco, olandese, polacco, cecoslovacco, bulgaro e spagnolo.

## Opere
- 2001 L'uomo nascosto (Line of vision), (Edgar Award 2002 per il miglior thriller scritto da un esordiente)
- 2003 La lettera (Life sentence)
- 2005 Doppia trappola (Jury of one)
- 2006 In the company of liars
- 2007 Eye of the beholder
- 2009 Il colpevole. Verdetto finale (The hidden man)
- 2011 Breach of Trust
- 2012 Guilty Wives (scritto con James Patterson)
- 2012 The Wrong Man

### Trame
Libri tradotti in italiano
2001 – L'uomo nascosto
Mentre, come ogni sera, spia la finestra dell'amante per sapere quando potrà andare da lei, Marty Kalish assiste a una violenta lite tra la donna e il marito. Quando ode degli spari, Marty interviene. Ma ormai il rivale è morto. Occultato il cadavere, i due amanti si costruiscono un alibi di ferro. Ma dopo i primi interrogatori spunta un anonimo testimone: per proteggere Rachel, Marty si accusa dell'omicidio. Indiscrezioni giornalistiche rivelano che al processo la donna testimonierà contro il proprio amante. Marty riesce però a difendersi da queste accuse e a demolire le prove portate dall'anonimo testimone. Ma la sua intricata storia non si conclude nemmeno dopo il proscioglimento...
2003 – La lettera
Jon Soliday è un giovane legale che lavora nello staff del senatore Grant Tully, star emergente del partito Democratico e suo amico d'infanzia. I due condividono molti successi politici, ma anche un oscuro segreto legato al loro passato: nell'estate del '79, durante una festa a base di sesso e droga, una ragazza è morta in circostanze misteriose e Jon - che era con lei - non è stato coinvolto solo grazie ai buoni uffici dell'amico influente. Soliday non ricorda nulla, non sa se e quanto sia implicato nella faccenda, ma per tutto questo tempo ha convissuto con un'ombra nell'anima. Un'ombra che si fa concreta più di vent'anni dopo, quando Jon riceve una lettera scritta da qualcuno che dimostra di conoscere molti particolari di quell'episodio.
2005 – Doppia trappola
Un ragazzo cammina lungo una strada seguito da un'autopattuglia. A un tratto comincia a correre, uno dei due agenti lo insegue. Poi uno sparo e l'agente giace a terra morto. Per Alex si mette male: la vittima era un poliziotto, fratello di due poliziotti, mentre lui è uno spacciatore di cocaina, vive in una famiglia adottiva, con una madre alcolizzata e un "fratello" che ogni tanto lo tira fuori dai guai. Si rivolge allora a Shelly Trotter, avvocatessa specializzata nella difesa dei minori, che già in passato si era occupata di lui...
2013 – Il colpevole. Verdetto finale
Jason Kolarich aveva tutto: una brillante carriera di avvocato, una moglie splendida e una figlia adorabile. Poi non gli è rimasto niente. Mentre lui vinceva in aula il caso più eclatante degli ultimi anni, un tragico incidente gli strappava via la famiglia, trascinandolo in una spirale di sensi di colpa e rimpianti. In poco tempo, la gloria e la fama hanno quindi lasciato il posto all'anonimato e alla mediocrità. In una situazione del genere, sarebbe da pazzi rifiutare una cifra da capogiro - 150.000 dollari - per assumere la difesa in un caso di omicidio. Ma ci sono molti punti oscuri: i soldi gli sono stati offerti da un certo Mr Smith, un uomo misterioso dal cognome fin troppo comune; l'imputato è Sammy Cutler, un suo vecchio amico d'infanzia, che non ha mai avuto un soldo in tasca e con il quale ha un conto in sospeso; e, soprattutto, le prove in mano all'accusa sono schiaccianti. Sammy, infatti, si è vendicato dell'uomo che, molti anni prima, era stato sospettato di aver rapito e fatto sparire la sua sorellina. Perché allora ingaggiare proprio lui? E chi ha interesse a salvare Sammy dalla pena di morte? Jason scoprirà presto che quel caso nasconde molti segreti e che la verità, a volte, è meglio che rimanga sepolta, per sempre...